# Séraphin Akure-Davain
Séraphin Akure-Davain, né le 22 février 1958 à l’hôpital Schweitzer de Lambaréné (Gabon), est une personnalité politique gabonaise.
Il est député du 2e arrondissement de la commune de Lambaréné (ISAAC)  et président du groupe parlementaire les démocrates (LD) à l’Assemblée nationale. Le 11 mai 2023, quelques mois avant les élections présidentielles au Gabon, il quitte le parti Les démocrates pour créer son parti Les démocrates libres.

## Biographie

### Jeunesse
Akure-Davain Séraphin est né d’un père douanier, Davain Nguema Antoine et d’une mère femme au foyer Ngone Marcelle. Il est marié et père d’une nombreuse famille.
Il fait ses études primaires de 1963 à 1969 à Port-Gentil, ville que ses parents avaient rejoint pour des raisons professionnelles. Il intègre ensuite pour ses études secondaires, le collège Bessieux et le petit séminaire Saint-Jean à Libreville. Il obtient en 1976 son baccalauréat série D au collège Bessieux.
Pour ses études supérieures, il intègre la faculté de médecine de Libreville (CUSS) où il obtient le doctorat d’état en médecine en 1983. Il poursuit ses études en France, où il obtient le diplôme inter-universitaire de spécialiste en chirurgie orthopédique et traumatologique (DIS), en 1992.
Il est par ailleurs titulaire d’une maitrise d’anatomie et cinésiologie (obtenue à l'Hôtel-Dieu de Nantes) et d’un diplôme d’études approfondie en biomécanique (obtenu à Paris).

### Vie associative
Très actif sur le plan associatif il a été durant dix ans, médecin de l’équipe nationale de football du Gabon et président-fondateur de Lambasport, club de football emblématique de Lambaréné. En 2000 il crée le groupe ESPOIR une organisation non gouvernementale très active qui sera d’ailleurs le socle de l’alliance pour le nouveau Gabon. Au sein de ce groupe ESPOIR se crée une autre entité le CRI (cercle de réflexion et d’initiatives) qui organise des conférences d’éveil politique.
Par ailleurs, il est membre fondateur du syndicat des médecins hippocrate et des ONG d’assistance médicale au Gabon avec Louembe Paul-Marie, Mboussou Michel, Lucie Milebou-Aubusson, Nguema-Edzang Béatrice, Ndong Pierre, Revangue et Madame Indoumou.

## Carrière politique

### Débuts
Dans les années 2000, il adhère au parti démocratique gabonais. Il est député suppléant de Richard Auguste Onouviet aux élections législatives de 2001 à Lambaréné. Son titulaire étant appelé au gouvernement, il siège comme député au sein de la XIe législature.
Comme membre du parti démocratique gabonais et membre du bureau politique, il figure au niveau local dans l’état-major de campagne du candidat parti démocratique gabonais à l’élection présidentielle de 2005.
En 2008, Il est maire de la commune de Lambaréné  puis démissionne courant 2010, après un scandale politico-ethnique. Ce départ de la mairie de Lambaréné, est suivi de sa démission du parti au pouvoir.

### Alliance pour le Nouveau Gabon (ANG)
En 2011, Séraphin Akure-Davain, fonde son parti politique, l’alliance pour le nouveau gabon (ANG).  L’ANG au moment de sa création, se positionne au centre des grands blocs politiques gabonais, et se déclare non aligné à la majorité présidentielle ou à l’opposition.
Le contexte politique qui suivra entraine Akure-Davain et son parti à se rapprocher de l’opposition gabonaise. Il sera signataire de plusieurs conventions de l’opposition et est désigné par ses pairs, coordonnateur du secrétariat permanent de l’opposition lors de la grande messe de 2014 à Mouila en vue de préparer l’élection présidentielle d’aout 2016.
Il sera également, l’un des premiers soutiens de Guy Nzouba Ndama lorsqu’il démissionne du poste de président de l’assemblée nationale et se porte candidat à l’élection de 2016. L’ANG lors d’un congrès extraordinaire à Lambaréné, investit le président démissionnaire de la 1re chambre du parlement comme son candidat à la présidentielle de 2016 et rallie ainsi d’autres partis de l’opposition autour de cette candidature notamment le rassemblement héritage et modernité d’Alexandre Barro Chambrier.
À la suite d’une coalition entre plusieurs partis politiques et personnalités, l’alliance pour le nouveau Gabon et son président fondateur soutiendront le candidat unique de l’opposition gabonaise à l’élection présidentielle de 2016, Jean PING.

### Les Démocrates
En 2017, après la proclamation de la victoire du candidat Ali Bongo Ondimba à l’élection présidentielle, l’ANG va enregistrer l’adhésion de deux anciens candidats à l’élection. Des adhésions qui renforcent sa volonté de se positionner au-delà de la province du Moyen-Ogooué, fief politique de Séraphin Akure-Davain.
L’alliance pour le nouveau Gabon est renommé les démocrates (LD) à l’occasion d’un congrès dit de la mutation en mars 2017, qui a constitué une opération de consultation de ses militants pour approbation de cette nouvelle ligne politique. Akure-Davain est élu président honoraire de cette formation politique qui va participer à l’élection législative de 2018 et conquérir une dizaine de sièges à l’assemblée nationale.

### Les Démocrates libres
Après six ans passés dans le parti politique Les démocrates de Gui-Nzouba Ndama, Séraphin Akure-Davin créer son parti politique Les démocrates libres. Cette nouvelle formation politique est créé 3 mois après la concertation politique initiée par le chef d'Etat Ali Bongo Ondimba et qui s'était tenue sans les figures principales de l'opposition gabonaise. Séraphine Akure-Davin, qui y participait avec le parti qu'il quitte, revendique toujours appartenir à l'opposition. Dans un contexte d'élections présidentielles prochaines au Gabon,  l'objectif de ce nouveau groupe est de "prendre le pouvoir sous toutes ses formes".

### Carrière professionnelle et administrative
Ses premières expériences professionnelles se font à la fondation Jeanne EBORI et au centre médico-social de Makokou. Entre 1992 et 1994, il assurera les fonctions d’attaché hospitalier en chirurgie à l’hôpital Louise Michel d’Évry en région parisienne . Au Gabon en 1994, il est chef de service de chirurgie orthopédique et traumatologique à la fondation Jeanne EBORI, en même temps que chargé de cours à la faculté de médecine et sciences de la santé.
Sur le plan administratif, Il est nommé médecin-conseil de la caisse nationale de garantie sociale. En 2000, il est conseiller du ministre des eaux et forêts, chargé de l’environnement. En 2009, médecin-conseil de la caisse nationale d’assurance maladie et de garantie sociale (CNAMGS).